# Рациборовиці (Лодзинське воєводство)
Рациборовіце (пол. Raciborowice) — село в Польщі, у гміні Мощениця Пйотрковського повіту Лодзинського воєводства.
Населення — 383 особи (2011).
У 1975-1998 роках село належало до Пйотрковського воєводства.

## Демографія
Демографічна структура станом на 31 березня 2011 року:
|          | Загалом | Допрацездатний вік | Працездатний вік | Постпрацездатний вік |
| -------- | ------- | ------------------ | ---------------- | -------------------- |
| Чоловіки | 168     | 34                 | 110              | 24                   |
| Жінки    | 215     | 43                 | 90               | 82                   |
| Разом    | 383     | 77                 | 200              | 106                  |